# 김무홍
김무홍은 최용술 밑에서 배운 한국 합기도의 초기 제자 중 한 명이었다. 그는 서울에 최초의 무술 학교 중 하나를 여는 무술계의 선구자였다. 그는 오늘날 대부분의 합기도 학교에서 사용되는 발차기 시스템을 개발하는 데 도움을 준 인물이며, 초기 한국 합기도 협회 중 하나인 한국 합기도 협회를 결성한 인물 중 한 명이다.